# Papamosques de Chapin
El papamosques de Chapin (Muscicapa lendu; syn: Fraseria lendu) és una espècie d'ocell de la família dels muscicàpids (Muscicapidae). La subespècie nominal és endèmica de la regió dels Grans Llacs d'Àfrica, a l'Altiplà de Lendu (est de la República Democràtica del Congo, prop de la frontera amb Uganda. El seu estat de conservació és vulnerable degut a la pèrdua d'hàbitat. La subespècie itombwensis, pròpia de les muntanyes Itombwe, avui dia se la considera una espècie separada.
El nom comú commemora l'ornitòleg nord-americà James Paul Chapin.

## Taxonomia
A la Classificació del Congrés Ornitològic Internacional (versió 11.2, 2021) se'l considera al gènere Muscicapa. Tanmateix, en el Handook of the Birds of the World i la quarta versió de la BirdLife International Checklist of the birds of the world (desembre 2019) se'l classifica dins del gènere Fraseria (F. lendu), juntament amb altres vuit espècies de papamosques.
Anteriorment el Congrés Ornitològic Internacional considerava el papamosques d'Itombwe com una subespècie del Papamosques de Chapin (Muscicapa lendu itombwensis), però actualment se' classifica com una espècie separada: Muscicapa itombwensis. Tanmateix, la BirdLife International Checklist of the birds of the world encara el considera una subespècie (Fraseria lendu itombwensis).